# Gran Premio d'Olanda 1964
Il Gran Premio d'Olanda 1964 fu la seconda gara della stagione 1964 del Campionato mondiale di Formula 1, disputata il 24 maggio sul Circuito di Zandvoort.
La corsa vide la vittoria di Jim Clark su Lotus-Coventry Climax, seguito dal connazionale John Surtees su Ferrari. Terzo gradino del podio per Peter Arundell, su Lotus-Coventry Climax.

## Qualifiche
| Pos | N° | Pilota                  | Costruttore         | Scuderia                    | Tempo  | Distacco |
| --- | -- | ----------------------- | ------------------- | --------------------------- | ------ | -------- |
| 1   | 16 | Dan Gurney              | Brabham BT7-Climax  | Brabham Racing Organisation | 1:31.2 | -        |
| 2   | 18 | Jim Clark               | Lotus 25-Climax     | Team Lotus                  | 1:31.3 | +0.1     |
| 3   | 6  | Graham Hill             | BRM P261            | Owen Racing Organisation    | 1:31.4 | +0.2     |
| 4   | 2  | John Surtees            | Ferrari 158         | Scuderia Ferrari SpA SEFAC  | 1:32.8 | +1.6     |
| 5   | 24 | Bruce McLaren           | Cooper T73-Climax   | Cooper Car Company          | 1:33.3 | +2.1     |
| 6   | 20 | Peter Arundell          | Lotus 25-Climax     | Team Lotus                  | 1:33.5 | +2.3     |
| 7   | 14 | Jack Brabham            | Brabham BT7-Climax  | Brabham Racing Organisation | 1:33.8 | +2.6     |
| 8   | 8  | Richie Ginther          | BRM P261            | Owen Racing Organisation    | 1:34.0 | +2.8     |
| 9   | 22 | Phil Hill               | Cooper T73-Climax   | Cooper Car Company          | 1:34.8 | +3.6     |
| 10  | 4  | Lorenzo Bandini         | Ferrari 158         | Scuderia Ferrari SpA SEFAC  | 1:35.0 | +3.8     |
| 11  | 34 | Bob Anderson            | Brabham BT11-Climax | DW Racing Enterprises       | 1:35.4 | +4.2     |
| 12  | 26 | Jo Bonnier              | Brabham BT11-BRM    | RRC Walker Racing Team      | 1:35.4 | +4.2     |
| 13  | 10 | Chris Amon              | Lotus 25-BRM        | Reg Parnell Racing          | 1:35.9 | +4.7     |
| 14  | 12 | Mike Hailwood           | Lotus 25-BRM        | Reg Parnell Racing          | 1:36.1 | +4.9     |
| 15  | 30 | Tony Maggs              | BRM P57             | Scuderia Centro Sud         | 1:37.0 | +5.8     |
| 16  | 32 | Giancarlo Baghetti      | BRM P57             | Scuderia Centro Sud         | 1:38.0 | +6.8     |
| 17  | 28 | Carel Godin de Beaufort | Porsche 718         | Ecurie Maarsbergen          | 1:39.9 | +8.7     |
| 18  | 36 | Jo Siffert              | Brabham BT11-BRM    | Siffert Racing Team         | 1:44.0 | +12.8    |

## Gara

### Resoconto
Alla partenza, Jim Clark è capace di bruciare Dan Gurney, ponendosi al comando davanti a Graham Hill ed allo statunitense, con Peter Arundell che, fautore di una buona partenza, si issa in quarta posizione. Al terzo giro, John Surtees si riprende la quarta piazza su Arundell, mentre Clark guadagna sul resto del gruppo. Alla ventesima tornata Surtees supera Gurney portandosi al terzo posto. Al ventiduesimo giro Hill è alle prese con dei problemi al suo motore e ciò consente a Surtees di guadagnare la seconda posizione, mentre Gurney accusa problemi allo sterzo che lo costringono al ritiro. A metà gara Jim Clark vanta mezzo minuto di vantaggio su Surtees mentre la coppia Arundell-Brabham sta per raggiungere Hill, con l'australiano che, però, al 45º giro, è costretto al ritiro per la rottura del suo motore Climax. Alla 47esima tornata Arundell si sbarazza facilmente di Hill, che rientra ai box per un rabbocco di acqua scendendo in sesta posizione. L'inglese è poi capace di riportarsi agevolmente in quarta posizione in soli quattro giri. 
Jim Clark vince l'undicesimo Gran Premio in carriera dopo una gara dominata, con quasi un minuto di vantaggio sulla Ferrari di Surtees ed un giro sul suo compagno di squadra Peter Arundell.

### Risultati
I risultati del Gran Premio sono i seguenti:
| Pos | N° | Pilota                  | Costruttore         | Giri | Tempo/Causa Ritiro | Pos partenza | Punti |
| --- | -- | ----------------------- | ------------------- | ---- | ------------------ | ------------ | ----- |
| 1   | 18 | Jim Clark               | Lotus 25-Climax     | 80   | 2:07:35.4          | 2            | 9     |
| 2   | 2  | John Surtees            | Ferrari 158         | 80   | + 53.6             | 4            | 6     |
| 3   | 20 | Peter Arundell          | Lotus 25-Climax     | 79   | + 1 giro           | 6            | 4     |
| 4   | 6  | Graham Hill             | BRM P261            | 79   | + 1 giro           | 3            | 3     |
| 5   | 10 | Chris Amon              | Lotus 25-BRM        | 79   | + 1 giro           | 13           | 2     |
| 6   | 34 | Bob Anderson            | Brabham BT11-Climax | 78   | + 2 giri           | 11           | 1     |
| 7   | 24 | Bruce McLaren           | Cooper T73-Climax   | 78   | + 2 giri           | 5            |       |
| 8   | 22 | Phil Hill               | Cooper T73-Climax   | 76   | + 4 giri           | 9            |       |
| 9   | 26 | Jo Bonnier              | Brabham BT11-BRM    | 76   | + 4 giri           | 12           |       |
| 10  | 32 | Giancarlo Baghetti      | BRM P57             | 74   | + 6 giri           | 16           |       |
| 11  | 8  | Richie Ginther          | BRM P261            | 64   | + 16 giri          | 8            |       |
| 12  | 12 | Mike Hailwood           | Lotus 25-BRM        | 57   | Differenziale      | 14           |       |
| 13  | 36 | Jo Siffert              | Brabham BT11-BRM    | 55   | + 25 giri          | 18           |       |
| Rit | 14 | Jack Brabham            | Brabham BT7-Climax  | 44   | Accensione         | 7            |       |
| Rit | 16 | Dan Gurney              | Brabham BT7-Climax  | 23   | Sterzo             | 1            |       |
| Rit | 4  | Lorenzo Bandini         | Ferrari 158         | 20   | Accensione         | 10           |       |
| Rit | 28 | Carel Godin de Beaufort | Porsche 718         | 8    | Motore             | 17           |       |
| DNS | 30 | Tony Maggs              | BRM P57             |      | Incidente in prova | (15)         |       |

## Statistiche

### Piloti
- 11ª vittoria per Jim Clark
- 2º e ultimo podio per Peter Arundell

### Costruttori
- 16° vittoria per la Lotus
- 1ª pole position per la Brabham

### Motori
- 30° vittoria per il motore Climax
- 50º Gran Premio per il motore BRM

### Giri al comando
- Jim Clark (1-80)

## Classifiche Mondiali

### Piloti
| Pos | Pilota         | Punti |
| --- | -------------- | ----- |
| 1   | Graham Hill    | 12    |
|     | Jim Clark      | 12    |
| 3   | Peter Arundell | 8     |
| 4   | Richie Ginther | 6     |
|     | John Surtees   | 6     |
| 6   | Jo Bonnier     | 2     |
|     | Chris Amon     | 2     |
| 8   | Mike Hailwood  | 1     |
|     | Bob Anderson   | 1     |

### Costruttori
| Pos | Team           | Punti |
| --- | -------------- | ----- |
| 1   | Lotus-Climax   | 13    |
| 2   | BRM            | 12    |
| 3   | Ferrari        | 6     |
| 4   | Lotus-BRM      | 3     |
| 5   | Cooper-Climax  | 2     |
| 6   | Brabham-Climax | 1     |